# Ceratothoa potassoniensis
Ceratothoa potassoniensis är en kräftdjursart som först beskrevs av Penso 1939.  Ceratothoa potassoniensis ingår i släktet Ceratothoa och familjen Cymothoidae. Inga underarter finns listade i Catalogue of Life.